# Frances Sternhagen
Frances Sternhagen (ur. 13 stycznia 1930 w Waszyngtonie, zm. 27 listopada 2023 w New Rochelle) – amerykańska aktorka.

## Życiorys
Kształciła się w szkole Maderze i Potomac. Zaczęła karierę aktorską śpiewając i tańcząc dla dzieci. Zdobyła dwie nagrody Tony i nagrodę Saturn. Zagrała w wielu filmach. 13 lutego 1956 roku wyszła za mąż za aktora Thomasa A. Carlina; z tego związku urodziła sześcioro dzieci. Jej mąż zmarł 6 maja 1991 roku.

## Wybrana filmografia
- 1979 Zacznijmy od nowa jako Marva Potter
- 1981 Odległy ląd jako dr Marian Lazarus
- 1983 Romantyczna komedia jako Blanche Dailey
- 1989 Do zobaczenia rano jako Neenie
- 1990 Misery jako Virginia
- 1992 Mój brat Kain jako dr Waldheim
- 1998 Odzyskane życie jako Constance
- 2000−2002 Seks w wielkim mieście jako Bunny MacDougal
- 2002 Autostrada jako Pani Murray
- 2007 Mgła jako Irene
- 2014 Razem czy osobno jako Claire

## Nagrody
- Nagroda Emmy
  - Najlepszy gościnny występ w serialu komediowym: 1991 Zdrówko
  - 2002 Seks w wielkim mieście
  - Najlepsza aktorka drugoplanowa w serialu komediowym: 1992 Zdrówko
- Saturn
  - Najlepsza aktorka drugoplanowa: 1982 Odległy ląd
  - 1992 Misery
  - 1993 Mój brat Kain